# Fort de Vézelois
 (juin 2025).
Le fort de Vézelois, aussi appelé brièvement fort Ordener, a été construit entre 1883 et 1886. C'est un ouvrage faisant partie des fortifications de l'Est de la France du type Séré de Rivières. Il fait partie intégrante de la place forte de Belfort.
Il est situé entre les communes de Meroux et de Vézelois.

## Description

### Historique
Il a été construit de 1883 à 1886 par l'entreprise Adrien Hallier et tient son nom Boulanger du général d’Empire, Michel Ordener.
Le fort Ordener a été construit en même temps et dans le but de couvrir le fort de Bessoncourt. Il avait pour rôle de contrôler les routes venant de Suisse ainsi que la voie ferrée de Mulhouse.
À partir de 1893, ce fort fut relié à un certain nombre d'autres forts autour de Belfort grâce à un chemin de fer stratégique.
Lors des deux Guerres Mondiales le fort Ordener est inactif. Il sera ensuite utilisé comme  dépôt de munitions pour l’armée.
Le fort Ordener a été racheté par la commune de Vézelois en 1999. L'association "Le Renouveau du Fort de Vézelois" s’occupe de la restauration et de la communication autour du fort.

### Modifications de 1886 à 1914
|      | Pièces de remparts du Fort                                                                | Cuirassements et casemates                                                                         | Flanquement des fossés                    | Nombres de pièces |
| ---- | ----------------------------------------------------------------------------------------- | -------------------------------------------------------------------------------------------------- | ----------------------------------------- | ----------------- |
| 1886 | 7 canons de 155L 5 canons de 120L 4 canons de 95L 2 mortiers de 220 1 mortiers de 32      | | 6 canons révolver 6 canons de 7           | 31                |
| 1903 | 13 canons de 90 1 mortiers de 32                                                          | | 6 canons révolver 6 canons de 12 culasse  | 26                |
| 1906 | 13 canons de 90 1 mortiers de 32                                                          | | 6 canons révolver 6 canons de 12 culasse  | 26                |
| 1907 | 11 canons de 90 1 mortiers de 32                                                          | | 6 canons révolver 6 canons de 12 culasse  | 24                |
| 1912 | 11 canons de 90 (en réserve) 2 mortiers de 27 2 mortiers de 32                            | 2 tourelles de mitrailleuses 1 tourelle de 75 R 05 2 observatoires cuirassés 1 casemate de Bourges | 6 canons révolver 6 canons de 12 culasses | 33                |
| 1914 | 13 canons de 90 (en réserve) 2 mortiers de 27 2 mortiers de 32 1 section de mitrailleuses | 2 tourelles de mitrailleuses 1 tourelle de 75 R 05 2 observatoires cuirassés 1 casemate de Bourges | 6 canons révolver 6 canons de 12 culasse  | 36                |

### Architecture
Ce fort en forme de pentagone est symétrique et est entouré de larges fossés. Il pouvait abriter théoriquement un maximum d’environ 550 hommes ainsi qu’une trentaine de canons. Le fort Ordener est composé d’une large courtine, d’une cour centrale, de plusieurs casernes, de magasins à poudre ainsi que d’autres bâtiments non consacrés à la guerre tels qu’une infirmerie ou encore une cuisine. En 1888 – 1889 un tiers de sa caserne centrale a été recouvert d’une carapace de béton.
Il est modernisé en 1909 notamment par le remplacement des caponnières par des coffres de contrescarpes ainsi que l’aménagement d’abris, de parapets pour l’infanterie, d’une tourelle de 75 et de deux tourelles mitrailleuses.

## Galerie photos

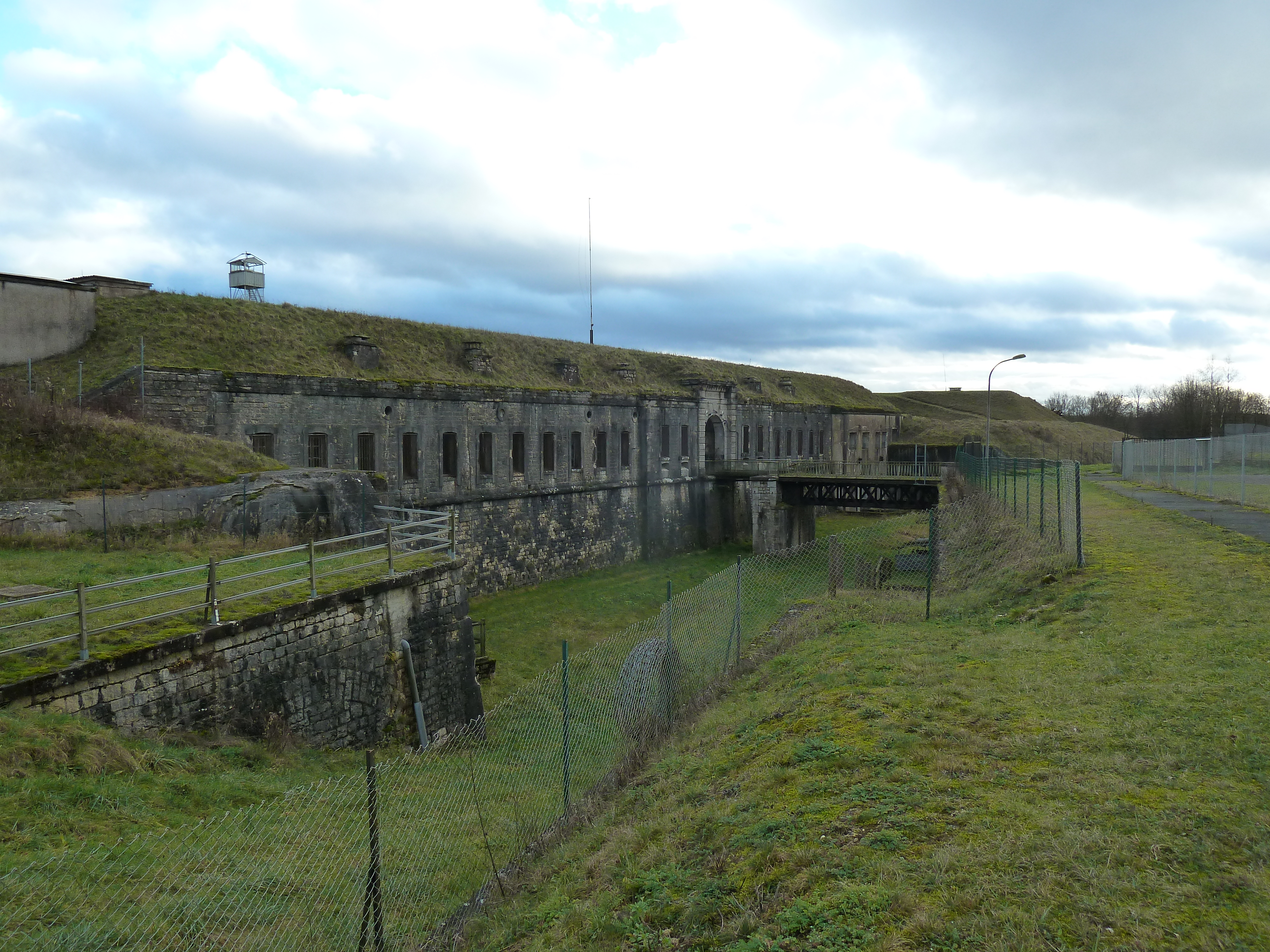
Entrée 1
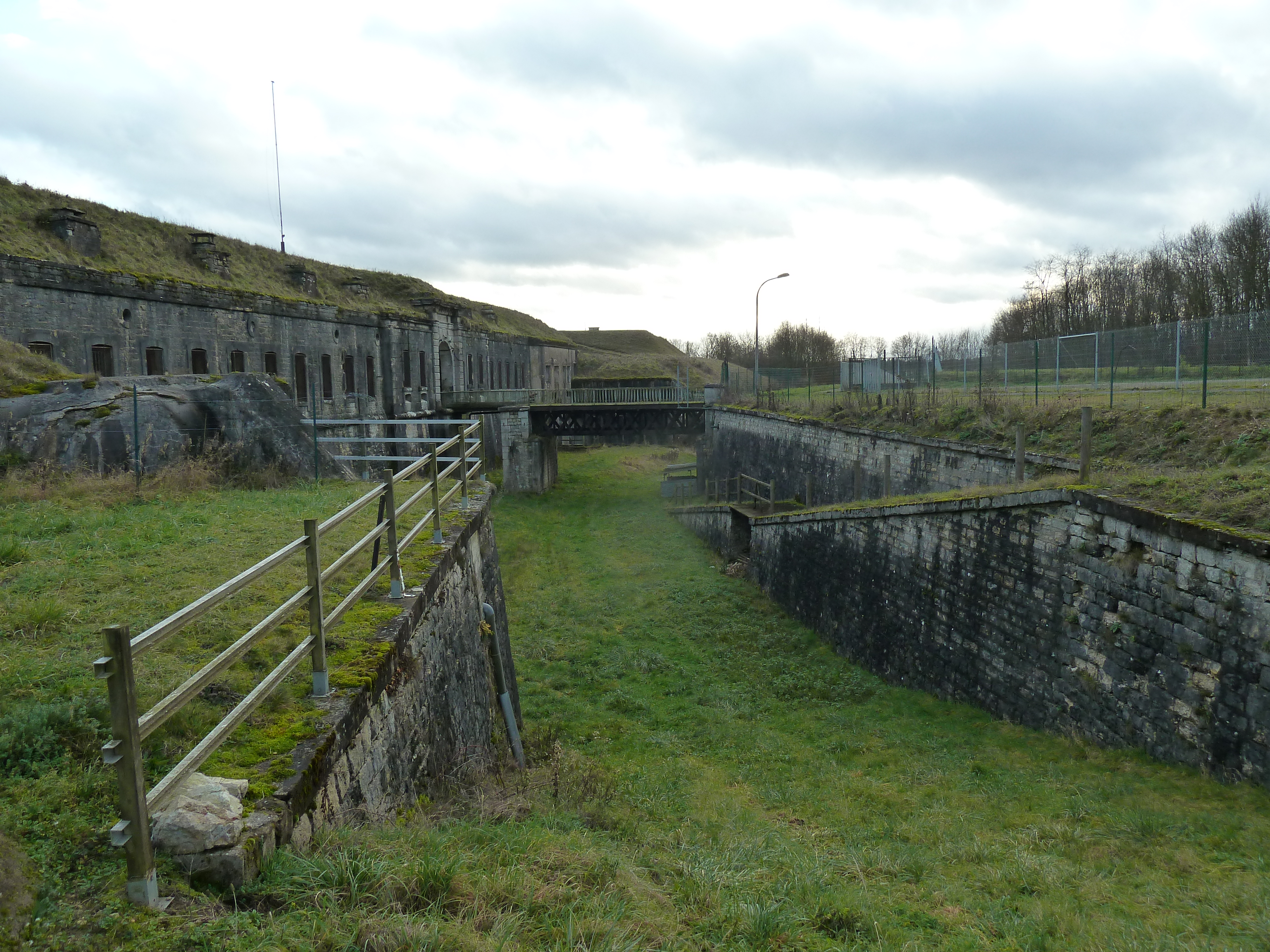
Entrée 2
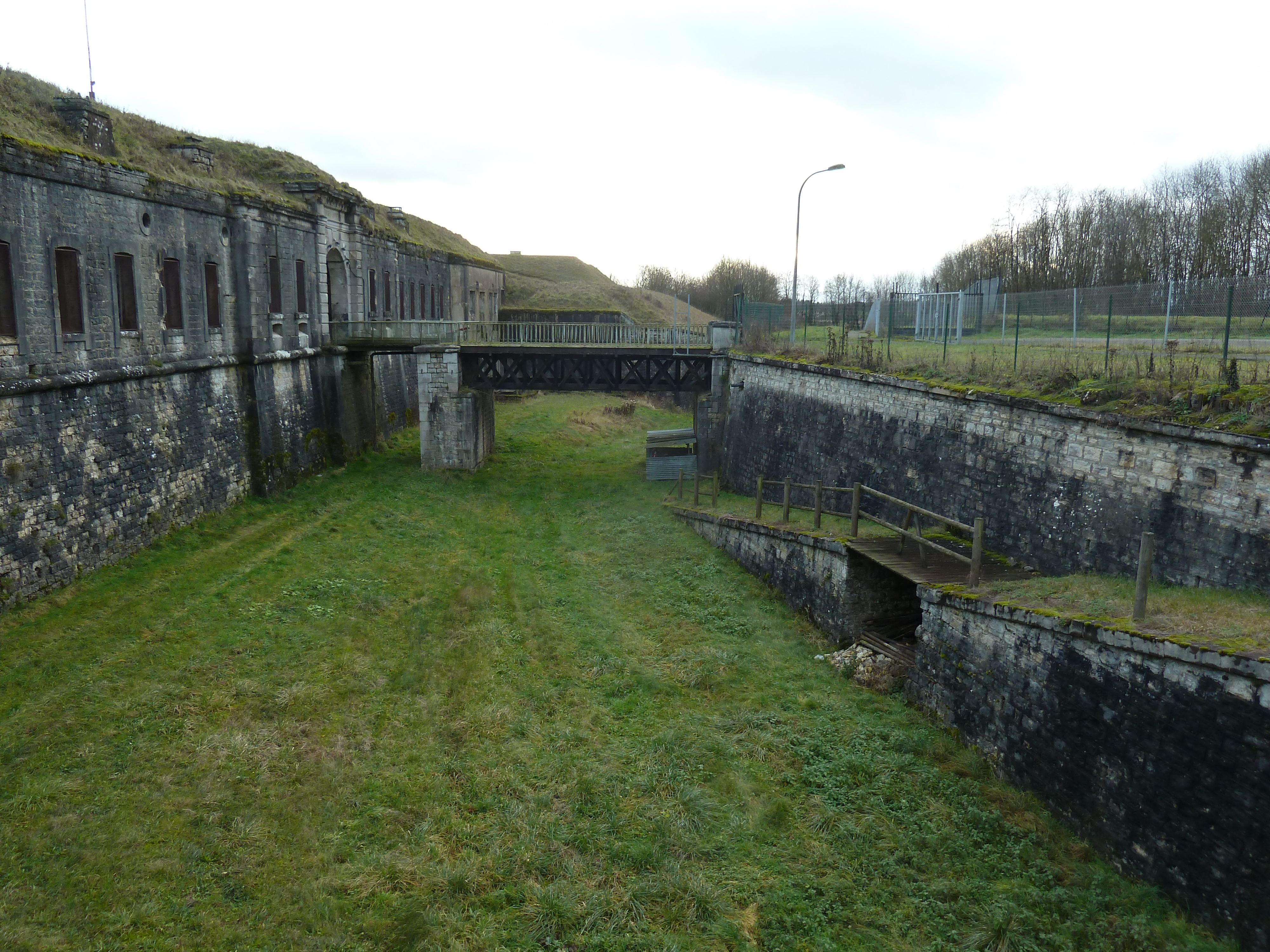
Entrée 3
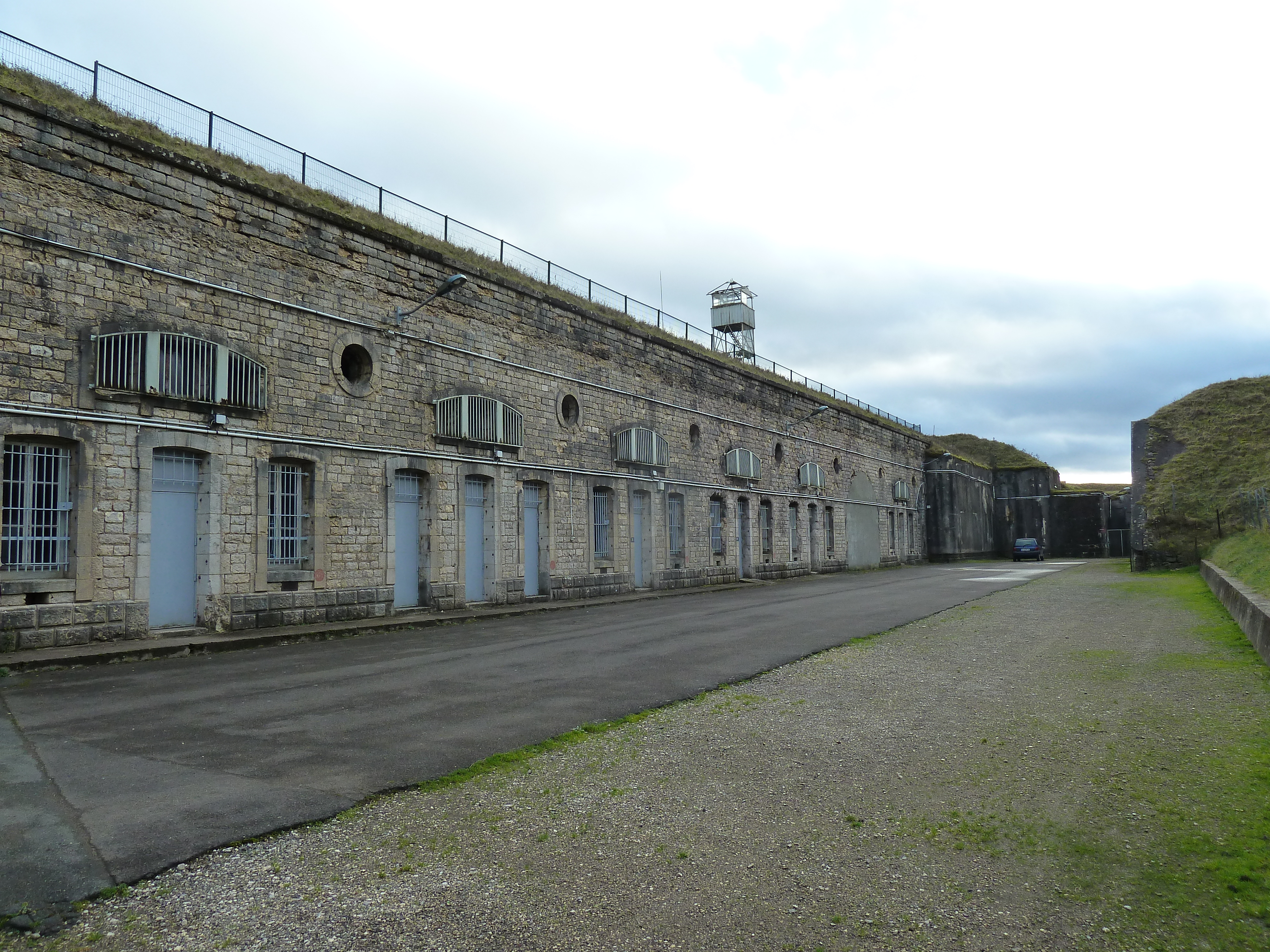
Cour 1
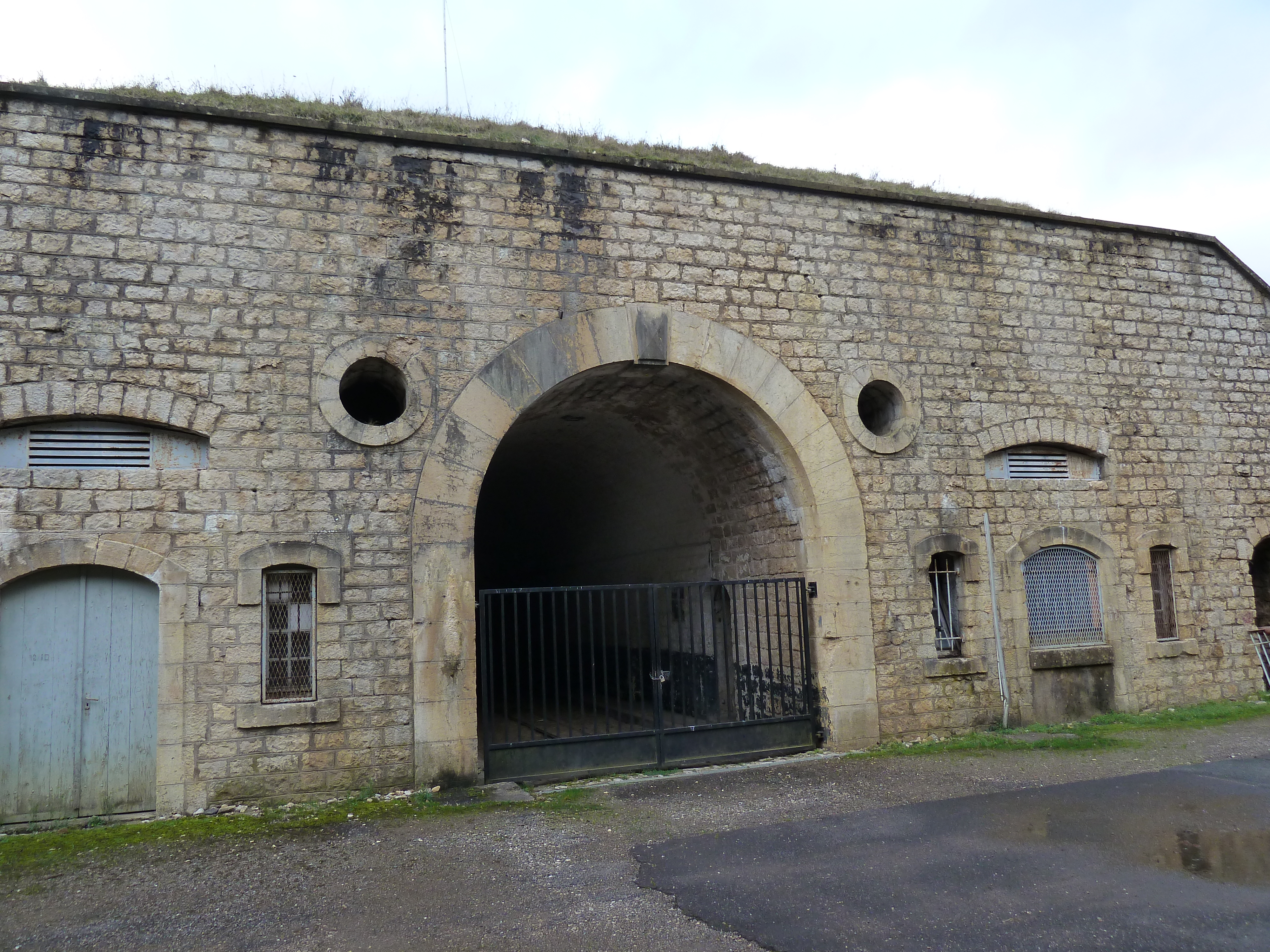
Cour 2
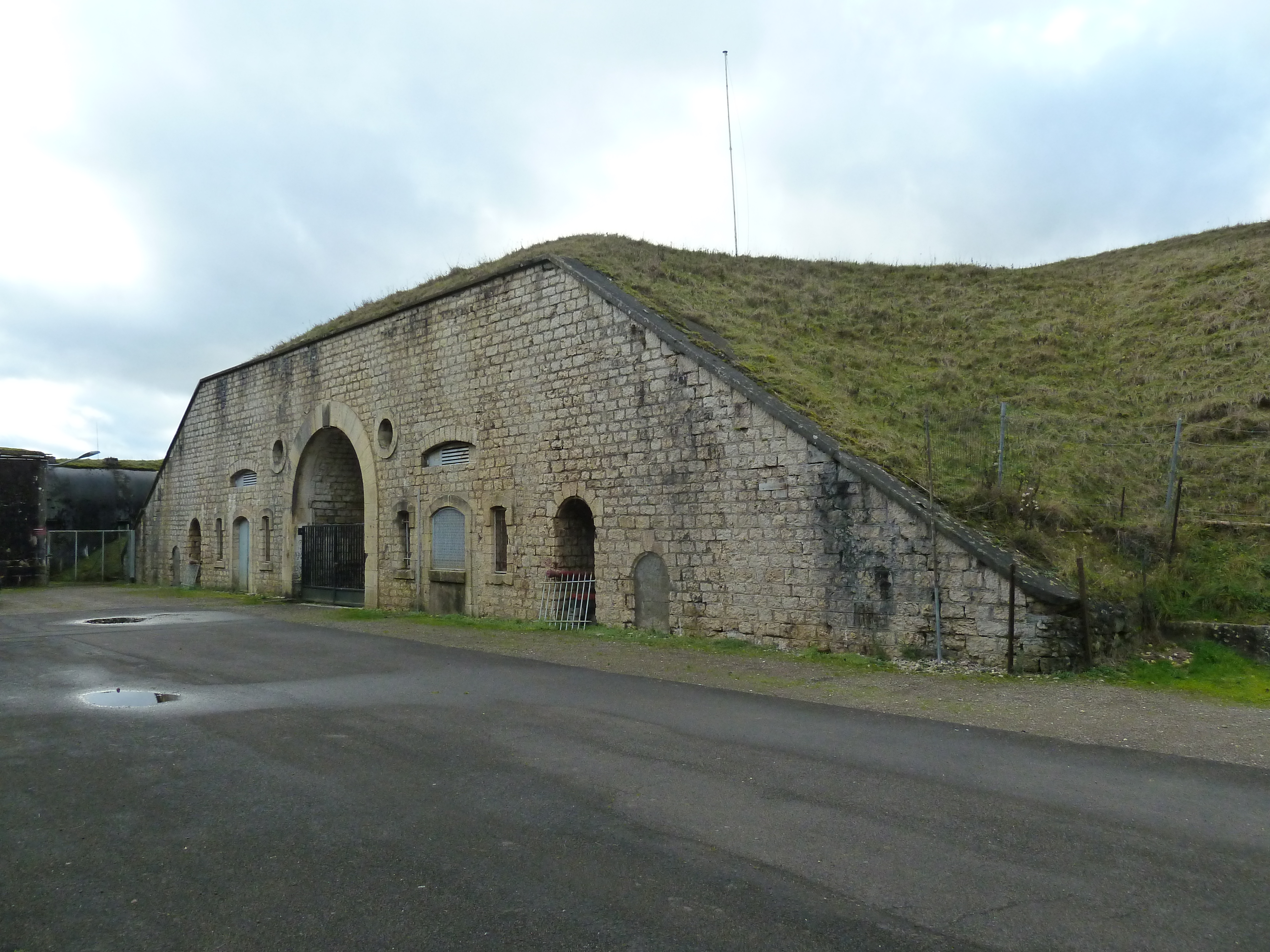
Cour 3
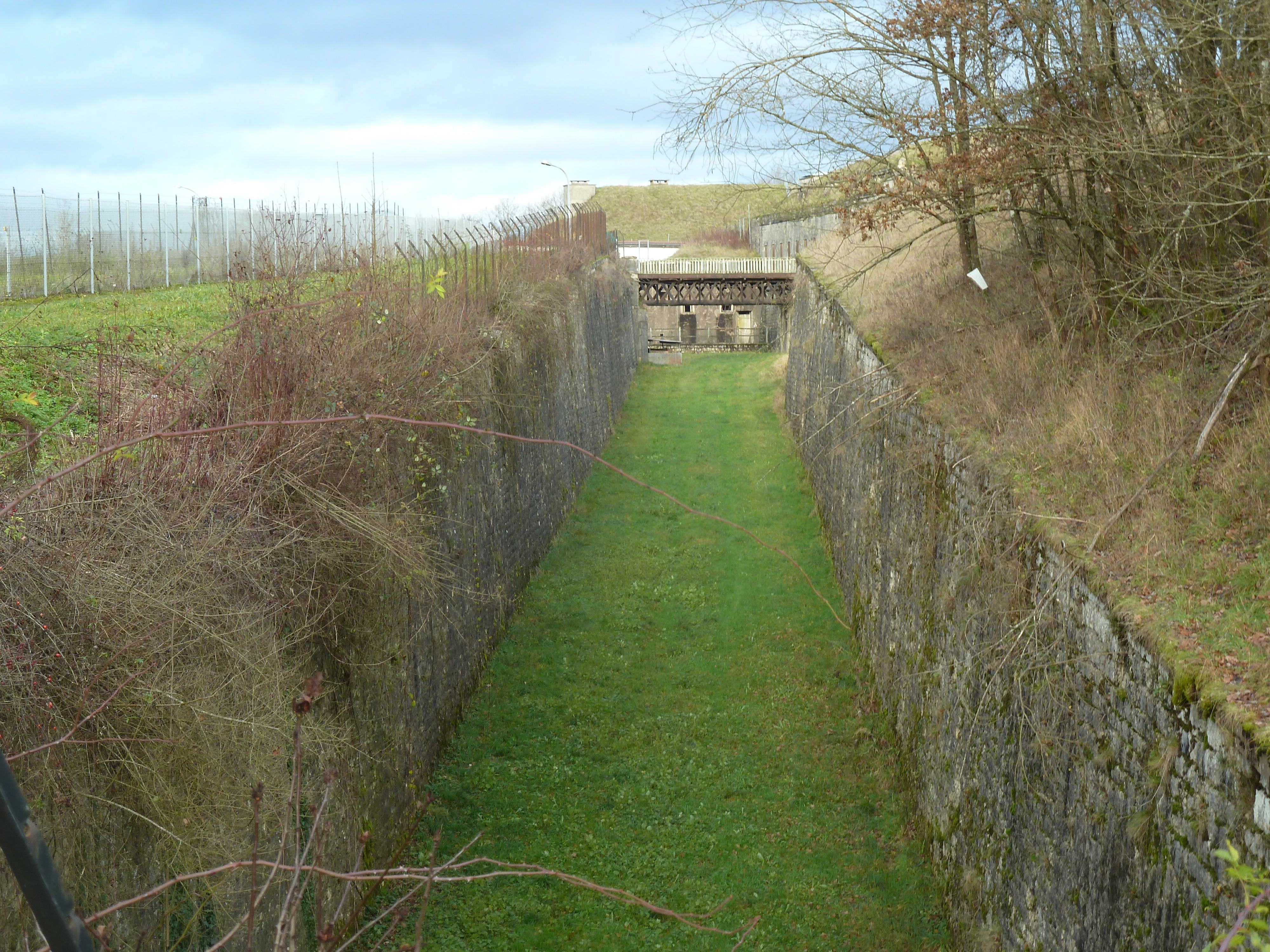
Fosse 1
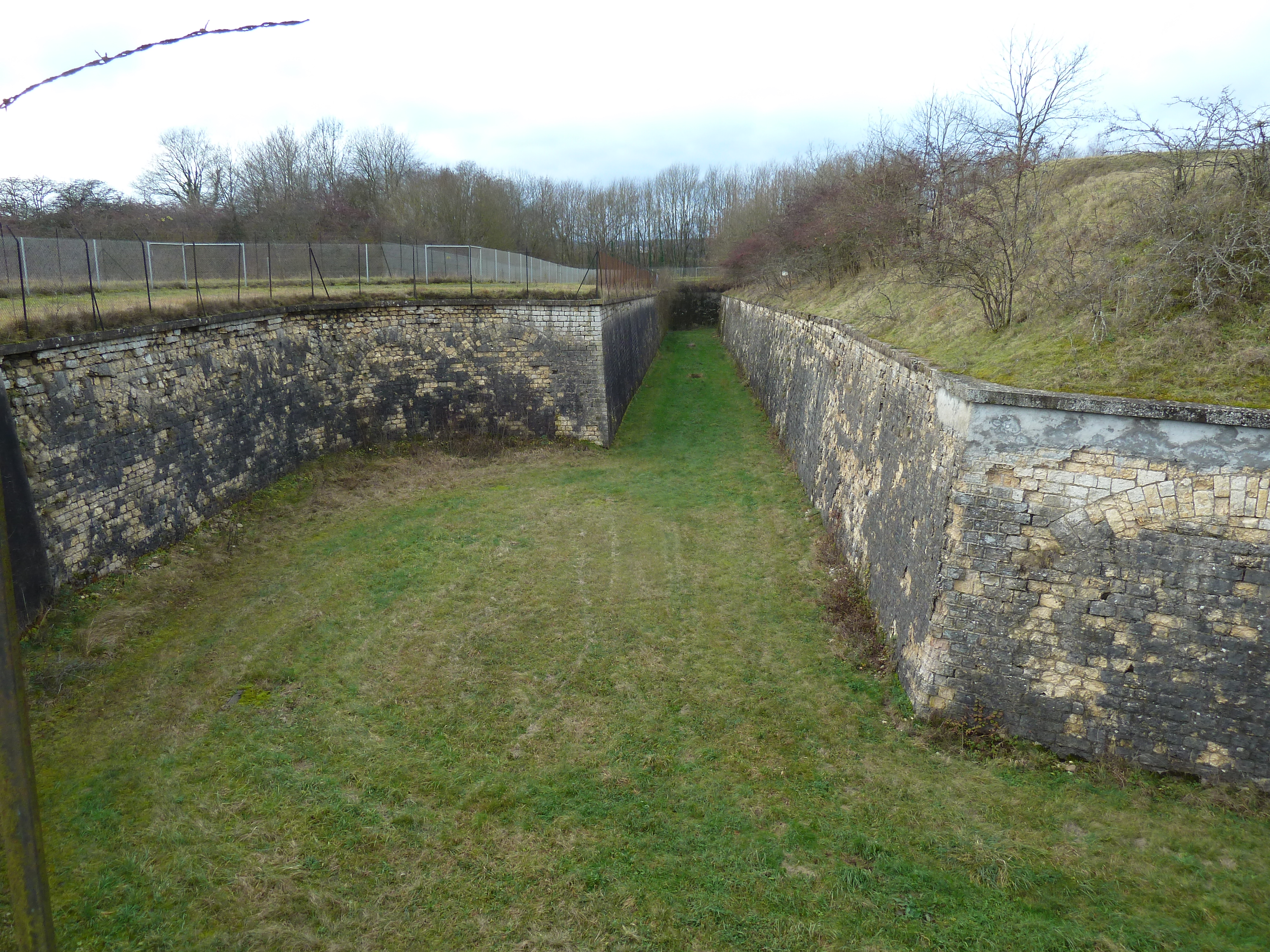
Fosse 2
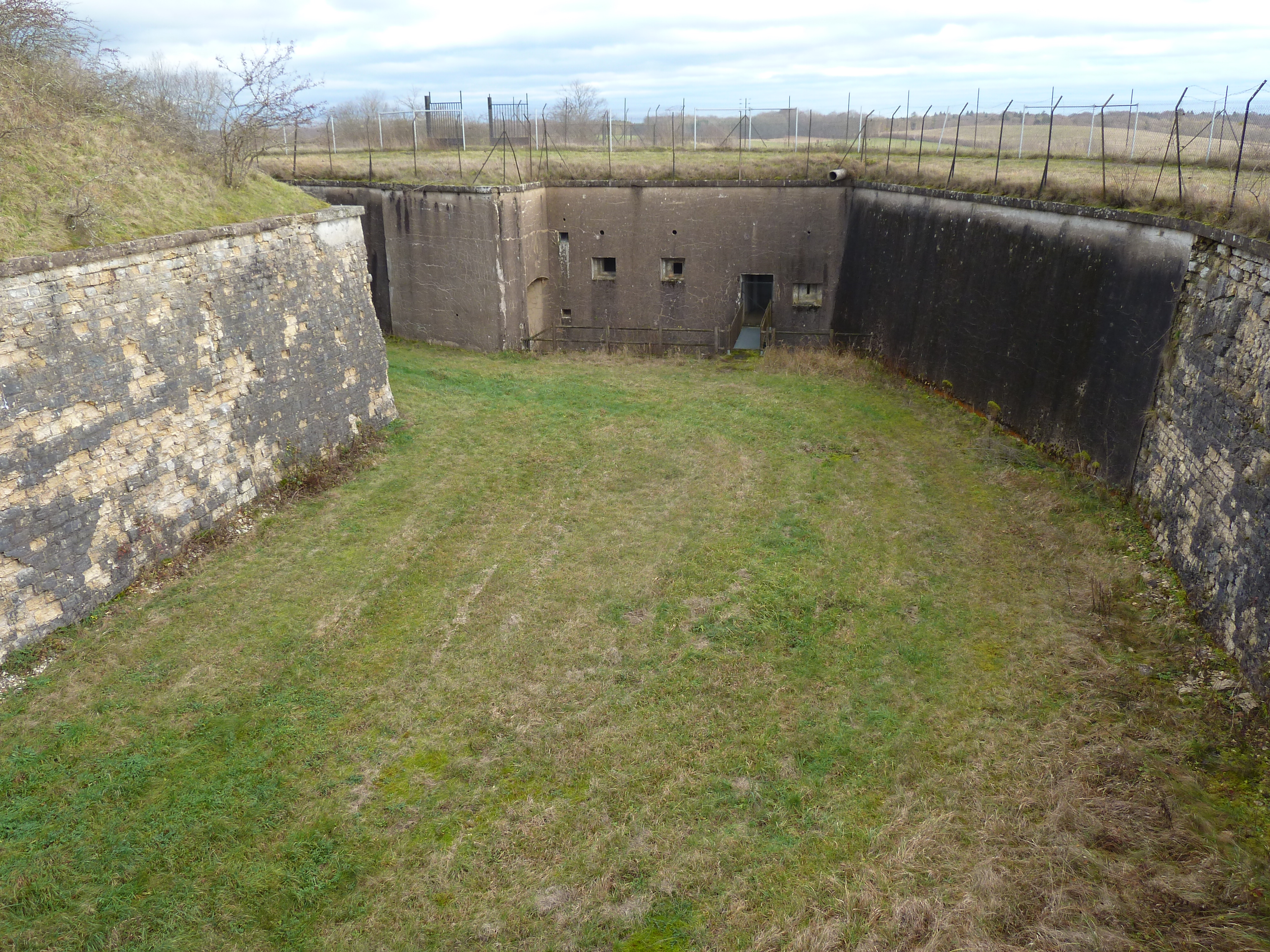
Fosse 3
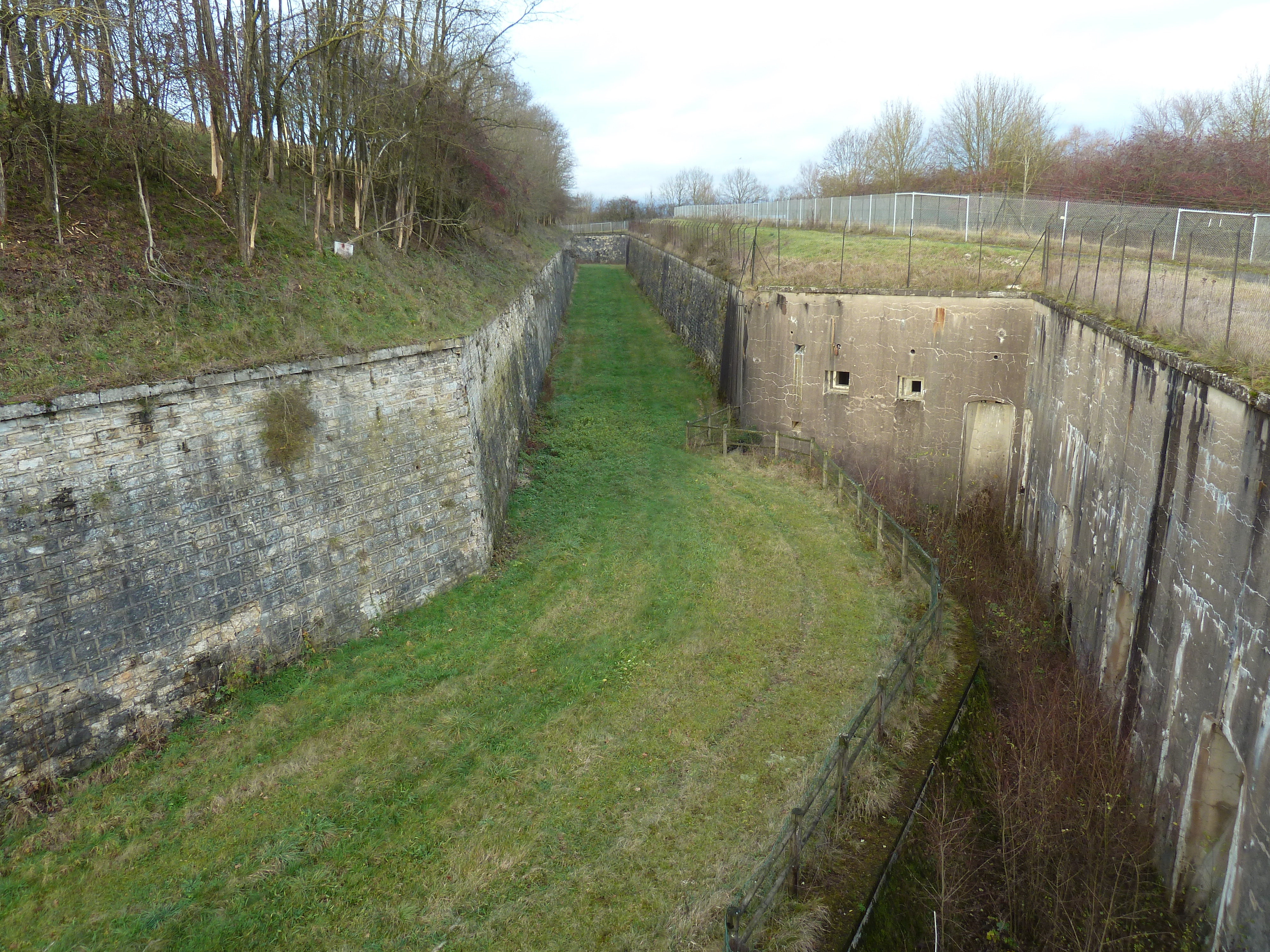
Fosse 4
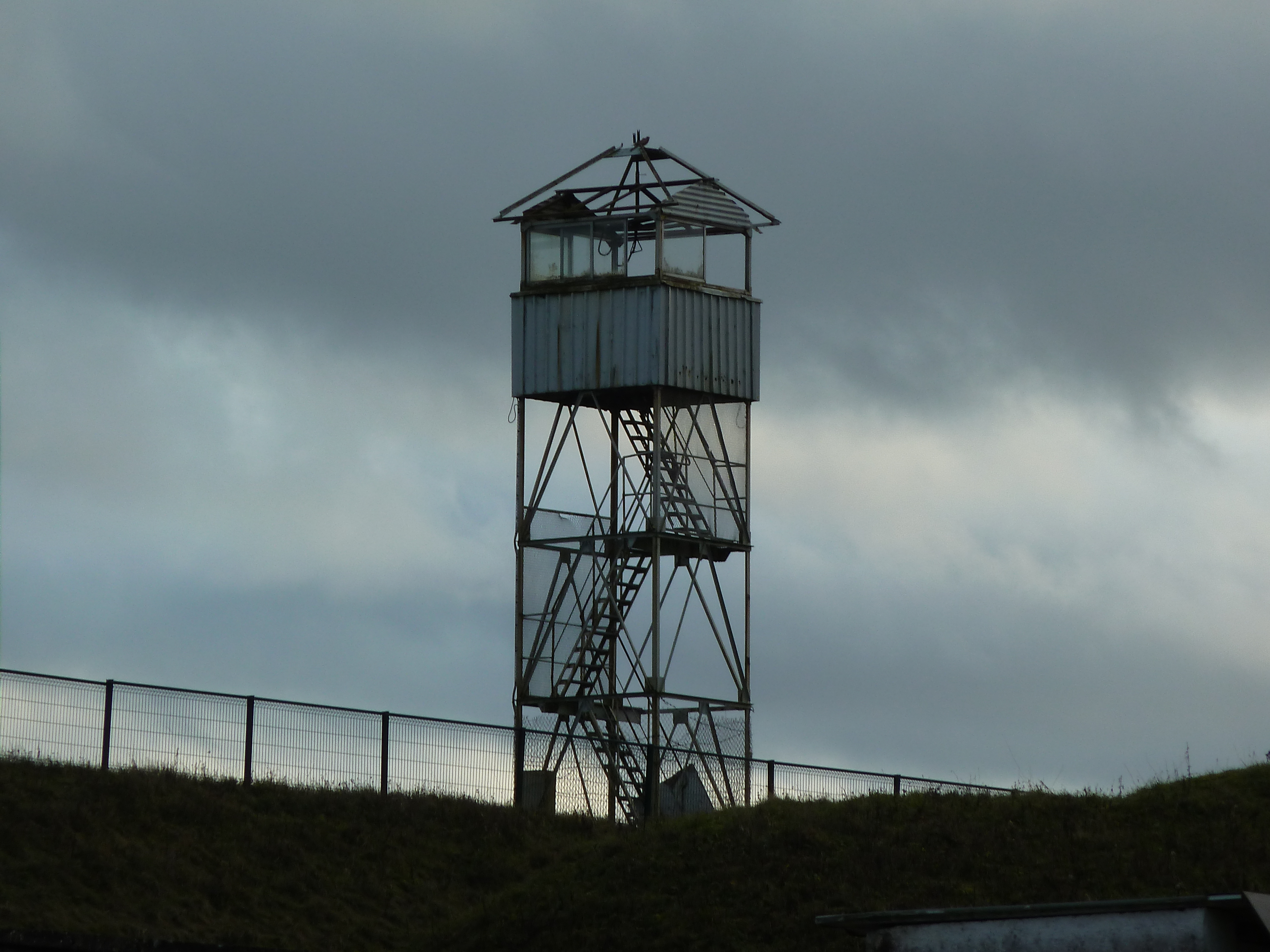
Tour du fort